# さいたま市立大宮東小学校
さいたま市立大宮東小学校（さいたましりつ おおみやひがししょうがっこう）は、埼玉県さいたま市大宮区にある公立小学校。

## 沿革
- 1953年（昭和28年）4月6日 - 落成式・開校式[2]
- 2001年（平成13年）5月1日 - 大宮市、浦和市、与野市の合併に伴い現校名に改称

## 交通
- 東武バス 堀の内三丁目停留所から徒歩1分[3]